# Fines
Fines é um município da Espanha 
na província de Almería, comunidade autónoma da Andaluzia, de área 23 km² com população de 2 378 habitantes (2009) e densidade populacional de 103,39 hab/km².

## Demografia
| Variação demográfica do município entre 1991 e 2008 | Variação demográfica do município entre 1991 e 2008 | Variação demográfica do município entre 1991 e 2008 | Variação demográfica do município entre 1991 e 2008 | Variação demográfica do município entre 1991 e 2008 |
| --------------------------------------------------- | --------------------------------------------------- | --------------------------------------------------- | --------------------------------------------------- | --------------------------------------------------- |
| 1991                                                | 1996                                                | 2001                                                | 2004                                                | 2008                                                |
| 1 621                                               | 1 746                                               | 1 783                                               | 1 930                                               | 2 220                                               |